# Port lotniczy Zougra
Port lotniczy Zougra – port lotniczy położony w Bardaï, w Czadzie.